# 張九功 (嘉靖進士)
張九功（1528年—1565年），字惟敘，號繼源，山西汾州人，明朝政治人物。張鵬之子。

## 生平
嘉靖三十一年（1552年）壬子科山西鄉試第五十八名舉人，三十二年（1553年）癸丑科進士。選翰林院庶吉士，三十四年（1555年）十月授河南道監察御史，巡視盧溝橋工程，巡視兩淮鹽法，三十九年（1560年）巡視京營，四十年（1561年）升河間府知府，四十二年（1563年）升湖廣副使、兵備郴桂，駐節郴州，四十四年（1565年）升陝西行太僕寺卿，未任去世。

## 家族
曾祖張顒，國子生；祖父張好古，贈江西道監察御史；父張鵬，號漳源，大理寺右寺丞。母周氏（封孺人）。兄張九思、張九韶、張九經（武舉人），弟張九式（監生）、張九儀、張九德、張九皋。